# Fiona Cumming
Fiona Cumming (Edimburgo, 9 de octubre de 1937 - Dumfries and Galloway, 1 de enero de 2015) fue una directora de televisión escocesa, conocida por su trabajo en la serie de televisión de la BBC, Doctor Who, durante la era del Quinto Doctor.
Sus créditos incluyeron el episodio de 1982, Castrovalva, el estreno de la temporada 19 que marcó el debut de Peter Davison como el quinto doctor del programa. Su otro trabajo con el programa incluyó Snakedance en enero de 1983 e Enlightenment en marzo de 1983 para la temporada 20. Cumming filmó gran parte de la serie de 1984, Planet of Fire, en locaciones de Lanzarote, Islas Canarias.

## Biografía
Cumming se crio en Glasgow y Edimburgo, Escocia. Comenzó su carrera como actriz en la Real Academia Escocesa. Sus primeros papeles incluyeron un episodio de la serie de televisión de la BBC, Dr. Finlay's Casebook, en 1963. También trabajó como locutora en Border Television (actual ITV Border).
Hizo la transición de la actuación a la producción de televisión en 1964. Inicialmente se postuló a la BBC y enseñó en una escuela en Escocia antes de comenzar a producir. Ella recordó su ingreso a la industria en una entrevista de 2014 y le dijo a Scotland Now: "Me postulé a la BBC en 1964 cuando se estaban preparando para BBC2, y me aceptaron, pero perdieron mi archivo y porque tenía un grado, regresé a Glasgow y comencé a enseñar en la Academia Bellahouston. Puedo recordar en 1963 cuando los niños entraron, hablando de este brillante programa de televisión que habían visto el sábado por la noche, y les dije: '¿Qué quieres decir con que está ambientado en una cabina de policía?'. Luego, en 1964, fui a la BBC como asistente de gerente de planta, donde me ubicaron en varios programas. Estaba haciendo las telenovelas dos veces por semana Compact y Swizzlewick, y la primera vez que pasé a algo diferente fue Doctor Who".
En 1965, fue contratada como asistente del jefe de piso en el set de The Massacre of St Bartholomew's Eve. "Me pusieron en The Massacre en 1965, así que ahora han pasado 48 años desde que trabajé por primera vez en Doctor Who. Peter Purves era el asistente de William Hartnell en ese momento y el director era Paddy Russell, que tenía una gran reputación", recordó en 2014. Más tarde, Cumming trabajó como asistente de producción en varios episodios de Doctor Who durante las décadas de 1960 y 1970, incluidos The Highlanders, The Seeds of Death y The Mutants.
En 1974, Cumming fue contratado como directora de televisión de la BBC. Dirigió episodios para algunas de las principales series dramáticas de la BBC durante la década de 1970, incluidos Angels, Play for Today, Z-Cars, y The Omega Factor, una serie de corta duración que se emitió en 1979. En 1980, Cumming dirigió dos episodios de Los corsarios de Blake durante la tercera temporada del programa, Sarcophagus and Rumors of Death. También contribuyó en ese año a dirigir la serie de televisión infantil de tres películas God's Wonderful Railway.
Cumming fue contratado para dirigir The Ultimate Evil durante la temporada 23 de Doctor Who en 1986, pero la producción se canceló cuando el programa se suspendió. Si bien no dirigió episodios adicionales en Doctor Who, mantuvo una relación laboral con el productor del programa, John Nathan-Turner, y colaboró con él en Teynham Productions.
En 1988, Cumming hizo un cameo como turista en el Castillo de Windsor en Silver Nemesis para la temporada 25 de Doctor Who. También supervisó la reedición de su serie de 1983, Enlightenment, para su relanzamiento como parte de la caja del DVD Black Guardian Trilogy en 2009, así como la reedición de su serie de 1984, Planet of Fire para su reedición. lanzamiento como parte de la caja de DVD Kamelion Tales en 2010.
Fiona Cumming, que residía en Dumfries and Galloway, falleció el 1 de enero de 2015, a la edad de 77 años.

## Filmografía
| - The Master of Ballantrae (6 episodios; 1975) - Z Cars (4 episodios; 1974-1977) - Jackanory Playhouse (1 episodio; 1978) - Scottish Playbill (1 episodio; 1978) - Angels (3 episodios; 1978) - Play for Today (1 episodio; 1979) - The Omega Factor (1 episodio; 1979) - God's Wonderful Railway (2 episodios; 1980) - Los corsarios de Blake (2 episodios; 1980) - Square Mile of Murder (2 episodios; 1980) - The Walls of Jericho (2 episodios; 1981) - Doctor Who (16 episodios; 1982-1984) | - Dramarama (1 episodio; 1986) - Emmerdale (30 episodios; 1984-1987) - Take the High Road (40 episodios; 1982-1990) - Eldorado (8 episodios; 1992) - Machair (149 episodios; 1993) - BBC Sunday-Night Theatre (1 episodio; 1955) - Sunday's Child como reportera (1 episodio; 1959) - Suspense como mujer bailarina (1 episodio; 1963) - Dr. Finlay's Casebook como hermana de la noche (1 episodio; 1963) - Doctor Who como turista en el Castillo de Windsor (1 episodio; 1988) - One Year como Dra. Saperstein (corto; 1996) |